# Callinique (sacellaire)
Pour les articles homonymes, voir Callinique et Callinicus (homonymie).

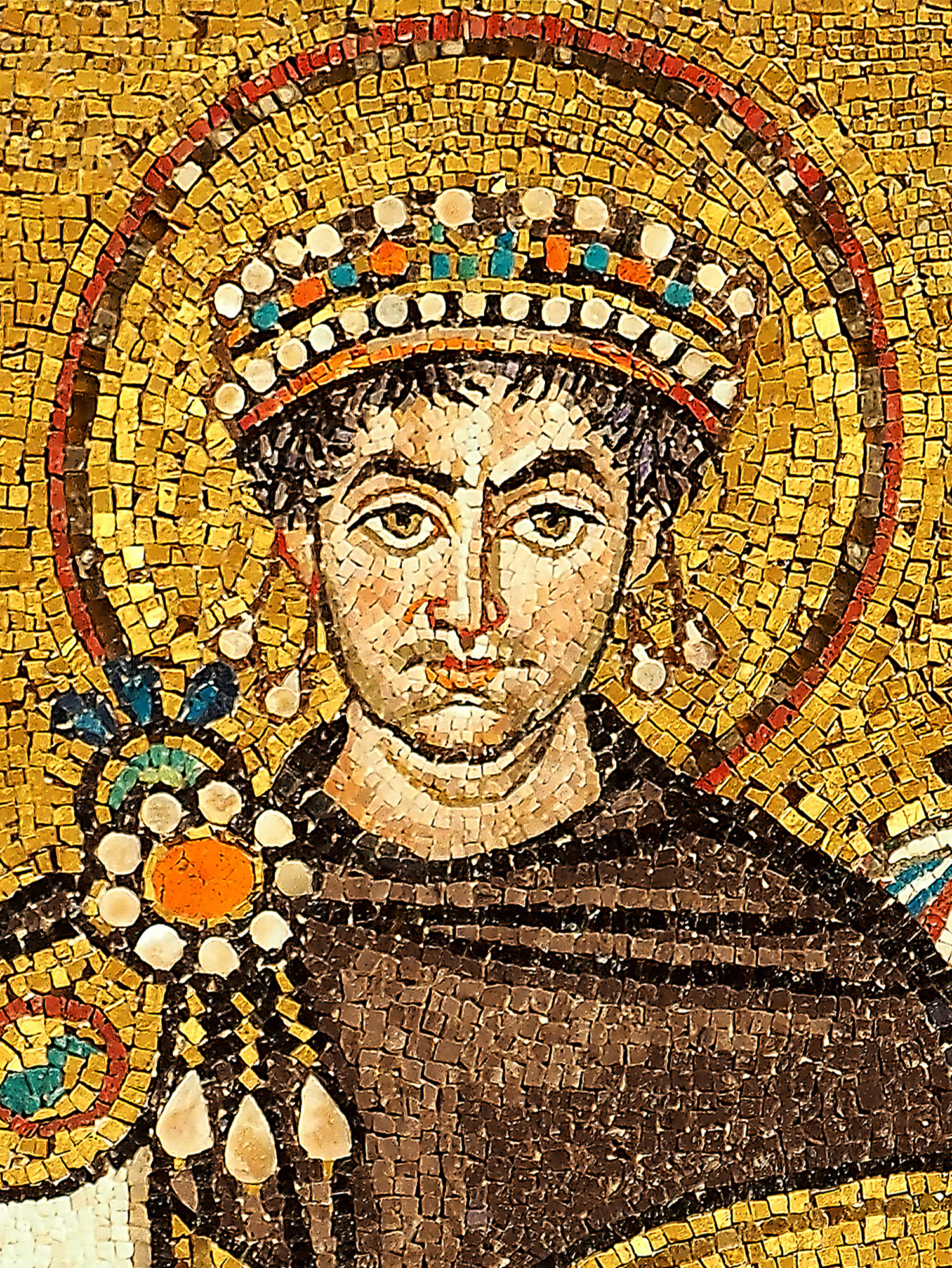
Mosaïque représentant Justinien dans la basilique San Vitale (Ravenne). Callinique est réputé être le dernier homme à avoir vu l'empereur vivant.

Callinique ou Callinicus est un haut dignitaire de l'Empire byzantin, qui occupe notamment les fonctions de sacellaire et de préposite de la chambre sacrée et qui est présent lors de la mort de Justinien en 565, jouant un grand rôle dans la passation de pouvoir auprès de Justin II.

## Biographie
Callinique est essentiellement connu au travers de son rôle en 565. En effet, il est alors le seul homme à assister à la mort de Justinien. Il occupe des fonctions primordiales au sein de la cour et semble déjà plutôt âgé. Eunuque, il détient la dignité de patrice et la fonction de sacellaire, un haut responsable financier. Surtout, il est le Praepositus sacri cubiculi (préposite de la chambre sacrée), c'est-à-dire qu'il s'occupe des appartements privés de l'empereur, ce qui lui donne un accès privilégié au souverain. Quand Justinien meurt, aucun hériter n'a été désigné et deux personnes, homonymes, se dégagent, le général Justin et le neveu de Justinien, le futur Justin II. Ce dernier est alors présent à Constantinople et a su se bâtir un étroit réseau d'alliances, dans lequel figure très probablement Callinique. En effet, ce dernier affirme que les derniers mots de Justinien sont en faveur de son neveu, alors même qu'il est le seul à avoir pu les entendre, ce qui rend le propos incertain. Il aurait rajouté à l'intention de Justin qu'une disposition l'aurait fait césar, un titre lié à la succession mais cela paraît fort improbable. Quoi qu'il en soit, grâce à ses alliés à la cour, à cette annonce et à l'absence dans la capitale de son rival, Justin II peut s'emparer du trône rapidement.
Callinique est présent lors de la cérémonie de proclamation impériale décrite en détails par Corippe. Il est également proche de Jean d'Éphèse à qui il donne une villa, finalement saisie par le patriarche Jean III Scholastique quelques années plus tard. Il est possible qu'il s'agisse du même Callinique qui achète une autre villa près de Constantinople pour un ermite monophysite du nom de Marc. Ces deux épisodes démontreraient une proximité voire une adhésion pour le monophysisme. Vincent Puech en postule une proximité avec la femme de Justin, l'impératrice Sophie, dont plusieurs favoris sont de cette confession. Il est cité dans les vers d'un poème de Léonce, repris par Agathias. Son destin ultérieur à la prise du pouvoir de Justin II est méconnu mais il garde probablement une influence forte à la cour, d'autant que Corippe souligne sa loyauté.

## Sources
- (en) John R. Martindale, A. H. M. Jones et John Morris, The Prosopography of the Later Roman Empire : Volume III, AD 527–641, Cambridge (GB), Cambridge University Press, 1992, 1575 p. (ISBN 0-521-20160-8)
- Vincent Puech, « Funérailles de Justinien et avènement de Justin II selon Corippe : la cohérence d'une cérémonie palatiale », dans Rituels et cérémonies de cour, de l'Empire romain à l'âge baroque, Pressus Unviersitaires du Septentrion, 2018 (ISBN 978-2-7574-2073-7), p. 75-95
- Vincent Puech, Les élites de cour de Constantinople (450-610), Ausonius éditions, coll. « Scripta Antiqua 155 », 2022 (ISBN 9782356134752)